# Nakor Bueno
Nakor Bueno Gómez (Sabadell, 4 maart 1978) is een Spaans voetballer. Hij speelt sinds 2010 als aanvaller bij CD Leganés.
Bueno speelde van 1998 tot 2000 bij FC Barcelona B. Hij debuteerde onder trainer Louis van Gaal aan het einde van het seizoen 1999/2000 in het eerste elftal. De aanvaller kwam in de gewonnen finale van de Copa de Catalunya tegen CE Mataró in het veld als vervanger van Thiago Motta. Van 2000 tot 2006 stond Bueno onder contract bij UE Lleida. In 2006 tekende de aanvaller een contract bij CD Castellón, nadat UE Lleida was degradeerd van de Segunda División A naar de Segunda División B. Twee jaar later ruilde hij Castellon in voor Polideportivo Ejido. Sinds 2010 speelt hij voor zijn huidige club CD Leganés.